# 聖ムィコラーイ修道院 (ボフスラーウ)
聖ムィコラーイ修道院（ウクライナ語：Свято-Миколаївський монастир）は、ウクライナのキーウ州オブーヒウ地区ボフスラーウ市に位置し、ウクライナ正教会・キエフ総主教庁に属する男子修道院。1575年から1586年の間に正教会の生神女誕生修道院として建立された。1596年にウクライナ・カトリック教会に渡されたが、1648年にフメリニツキーの乱の時にコサックによって略奪されて正教会に戻された。1685年から1692年にかけてサムーシ・サミーイロというコサック連隊長によって復元された。1740年から聖ムィコラーイ修道院に改名された。1904年から1929年までに女子修道院として活動した。20世紀後半に幼児施設や専門学校の寮などして使われた。1993年に教会に戻された。